# Передок (артилерія)

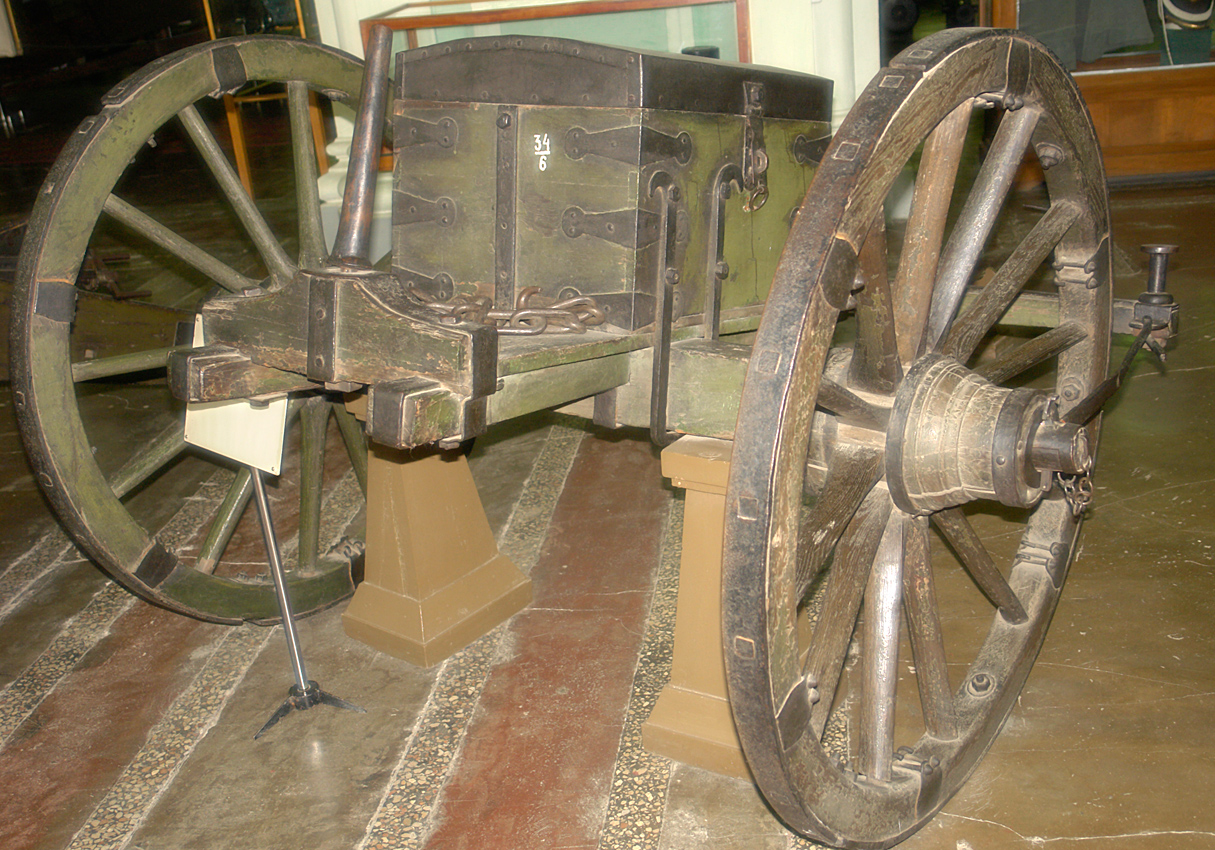
Легкий передок польової артилерії з малим зарядним ящиком. Попереду видно шворінь для хобота лафета. Росія, 1805 рік

Передо́к — підресорений або жорсткий візок, який уживався для опори хоботової частини станин гармат (мінометів) у похідному стані. У сучасній артилерії майже вийшов з ужитку.

## До XIX століття
Передки з'явилися тоді, коли стволи гармат були споряджені цапфами і поміщені на двоколісні візки з дишлами — прообрази лафетів. Перші передки являли собою прості повозки зі шворнем, на який надівали хобот — дишло гарматного візка-лафета. Зарядні ящики могли перевозити на хоботі лафета: сам передок не був пристосований для цієї мети.
Тривалий час не існувало спеціальних візків для боєприпасів, ядра і порох перевозили на звичайних возах. Уперше впроваджені зарядні ящики в Російській армії напочатку XVIII ст.: це були дерев'яні двосхилі короби на двох колесах, розділені на гнізда. У Західній Європі зарядні ящики з'явилися в другій половині XVIII ст. в Англії.

## XIX століття

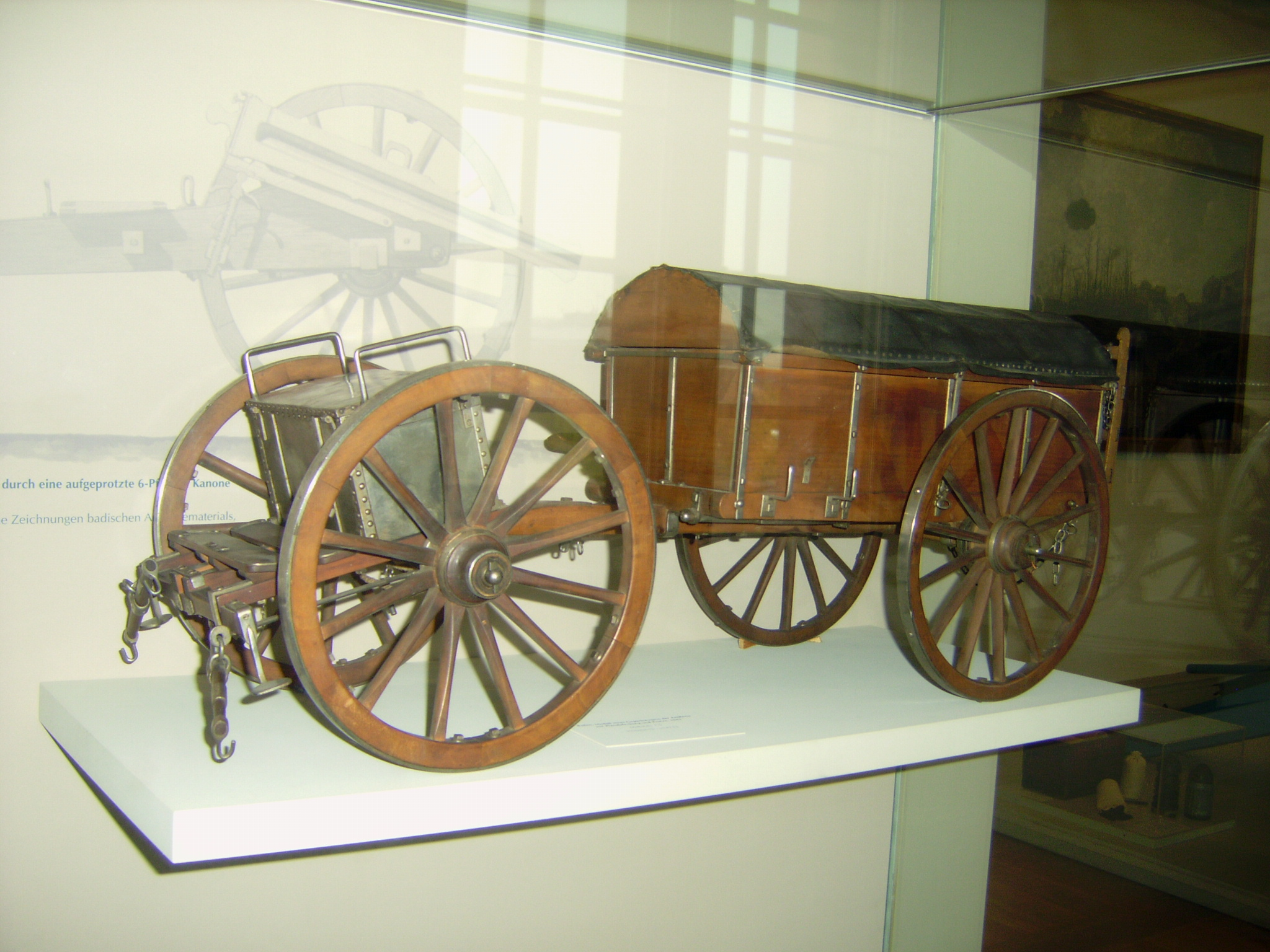
Передок з малим зарядним ящиком і візок великого зарядного ящика

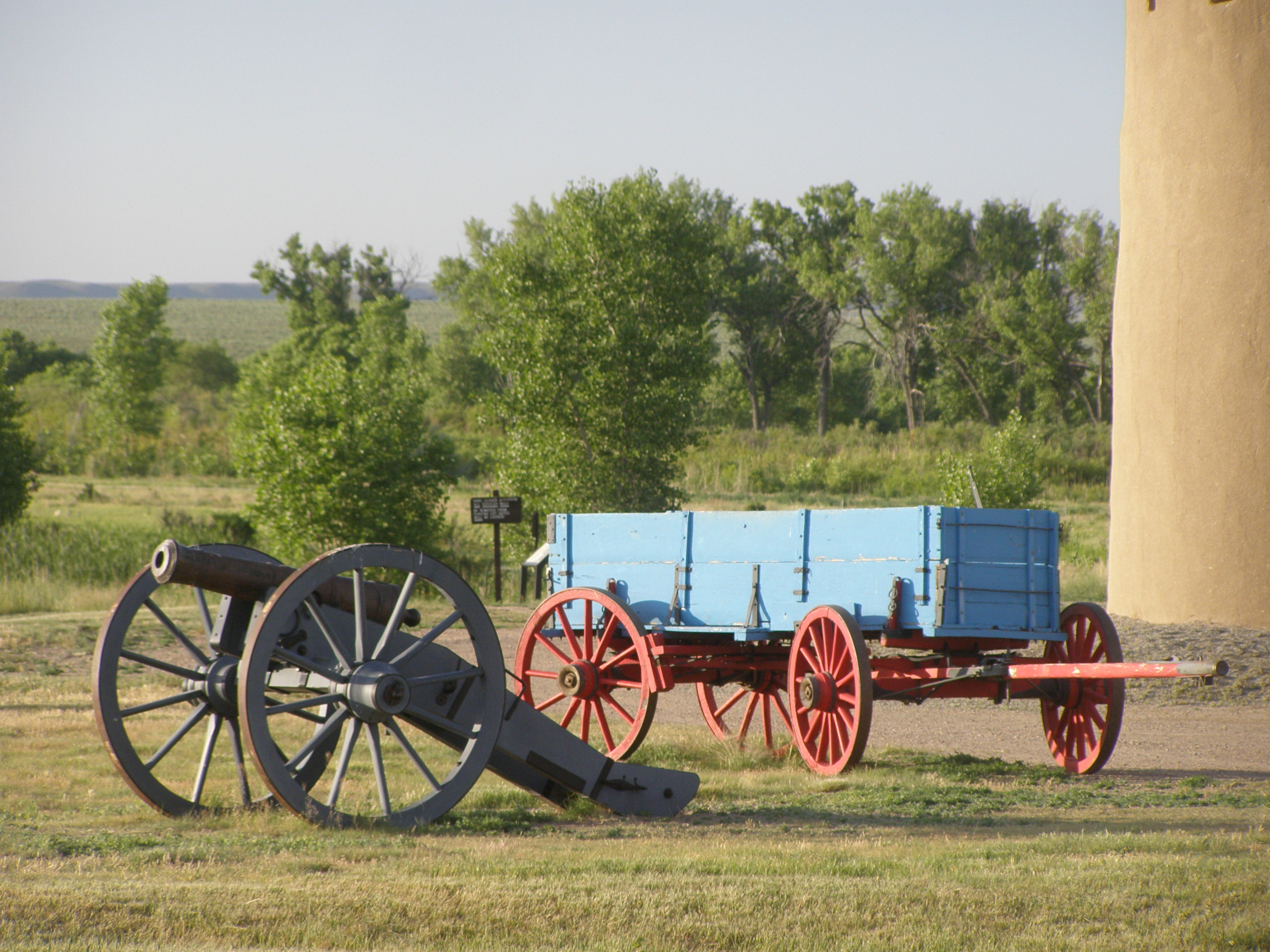
Гірська гаубиця і зарядний ящик

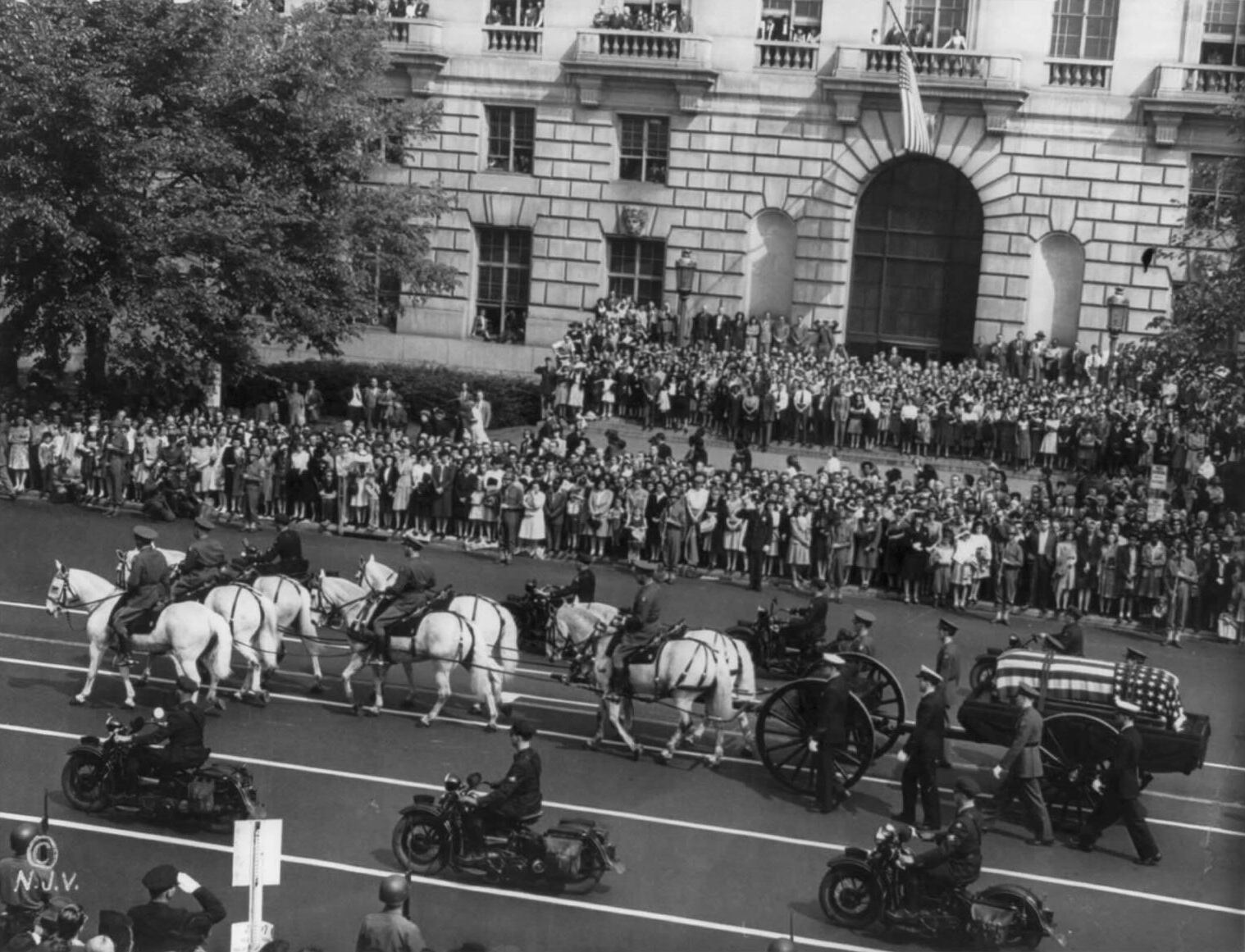
Похорон Франкліна Рузвельта, 1945

Передок гармат XIX ст. являв собою безкузовний двоколісний візок з дишлом і стельвагою. На дишлі передків пішої артилерії кріпився шкіряний наконечник-бушмат, у який вставлявся задній кінець гарматного банника. У задній частині передка знаходився шворінь — залізний стрижень, на який надівали хобот лафета. Зверху устанавлювали малий зарядний ящик. Для перевезення великокаліберних гармат два передки могли зчіплювати в чотириколісний візок.
У 1845 році двосхилі ящики в Російській армії змінили на плоскі за прикладом західноєвропейських країн: це уможливило розміщати на ньому обслугу на марші. У 1876 році впроваджений чотириколісний зарядний ящик (з передком). На початку XX століття зарядні ящики стали робити броньованими.
Великий зарядний ящик поміщали на окремому візку — двоколісному чи чотириколісному. Усередині ящик був поділений перегородками на гнізда, де вкладалися заряди, а поверх них клали заряди в картузах і бляшаних циліндрах, що займали, таким чином, верхній нерозгороджений простір ящика. Для перевезення двоколісного використовували такий же передок, як і для гармати; причеплення візка до передка здійснювалося за допомогою особливого дишля (гряділя, стріли) зі шворневою лійкою. Візок великого зарядного ящика відрізнявся від передка більшою довжиною рами, а його власний передок замість дишля міг споряджатися голоблями (для перевезення великих зарядних ящиків у Росії використовувалися тройки). Зверху на зарядний ящик могли кріпити запасне колесо, а на його дишлі — ящик з допоміжним приладдям. Кожній гарматі належало мати свій великий зарядний ящик. Артилерійська обслуга могла на марші розміщатися на зарядних ящиках, але частіше за все гарматники йшли пішки — швидкість пересування військ цілком то дозволяла. У кінній артилерії обслуга їхала на конях.
Передок польової гармати везли запрягом з 1-3 пар коней. Правили ними верхівці-форейтори: вершник розміщався на лівому коні кожної пари і управляв правим за допомогою довгих поводів. Попереду переднього виносу їхав феєрверкер — командир гармати.
По прибутті на вогневу позицію давалася команда «Стій! З передків геть», за якою верхові зупиняли коней, а каноніри знімали хобот зі шворня. Передок розвертали і відводили в ближній тил. Під час ведення вогню передок розташовували приблизно в двох метрах позаду гармати (у 1820-х роках зазвичай не ближче ніж 30 кроків), а великий зарядний ящик з його передком розміщали далі — частіше за якимось природним захистком. На початку бою боєживлення здійснювалося з малого зарядного ящика на передку гармати, і лише після виснаження боєприпасів його заміняли на ящик, принесений зі схованки.
Розроблені для транспортування артилерії, передки використовувалися і для інших цілей, наприклад, перевезення похідних кузень, возів зі запчастинами, теслярським і лимарським приладдям, необхідним у поході.
Передки облогової артилерії, на відміну від польових, не мали зарядного ящика. Коней запрягали парним цугом: було потрібно 6-10 коней, щоб транспортувати облогову гармату або гаубицю.
У гірській артилерії початку XX століття застосовувалися безколісні передки: вони складалися із залізної вилки, основа якої споряджалася шворнем для лафета, а гілки — циліндрами, у які вставлялися кінці голобель.

## XX століття
У зв'язку зі зникненням кінної тяги в артилерії, переходом на механізовану тягу, передки поступово виходять з ужитку — оскільки багато які сучасні артилерійські тягачі уможливлюють проводити пряме буксирування гармат і мінометів. Передок гармат другої половини XX ст. являє собою раму з двома колесами, споряджену дишлом спереду та гаком ззаду для причіпляння станин. На відміну від передків XIX ст. на них не завжди передбачається установлення зарядного ящика.

## У культурі
- Візки з великими зарядними ящиками (англ. caissons), причеплені до передків, використовують під час офіційних похоронів у США замість лафетів.
- The Army Goes Rolling Along — офіційний гімн американської армії, являє собою змінений варіант гімна польової артилерії The Caissons Go Rolling Along («Зарядні ящики виступають разом»).

## Див. також

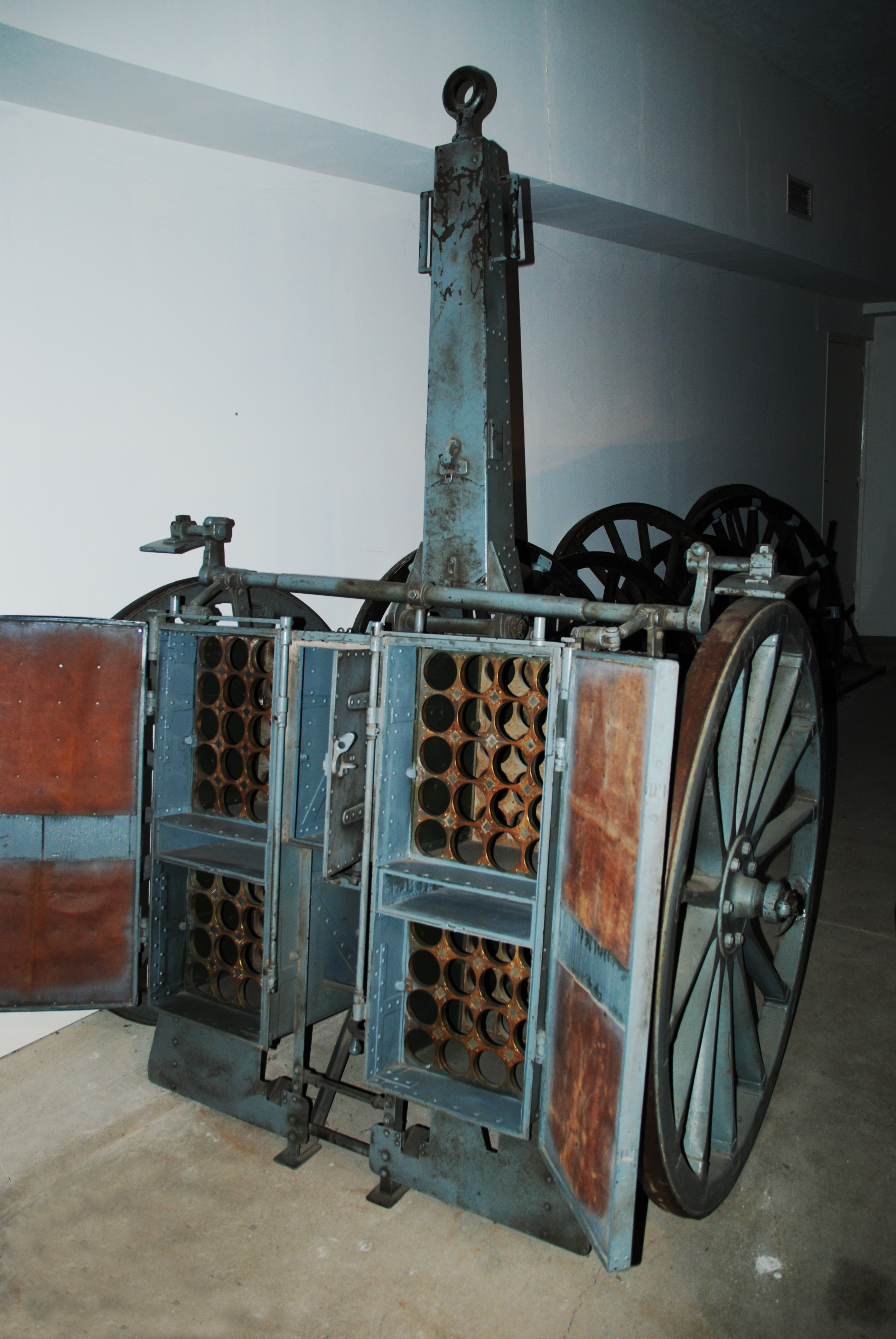
Гнізда для зарядів у зарядному ящику

## Галерея

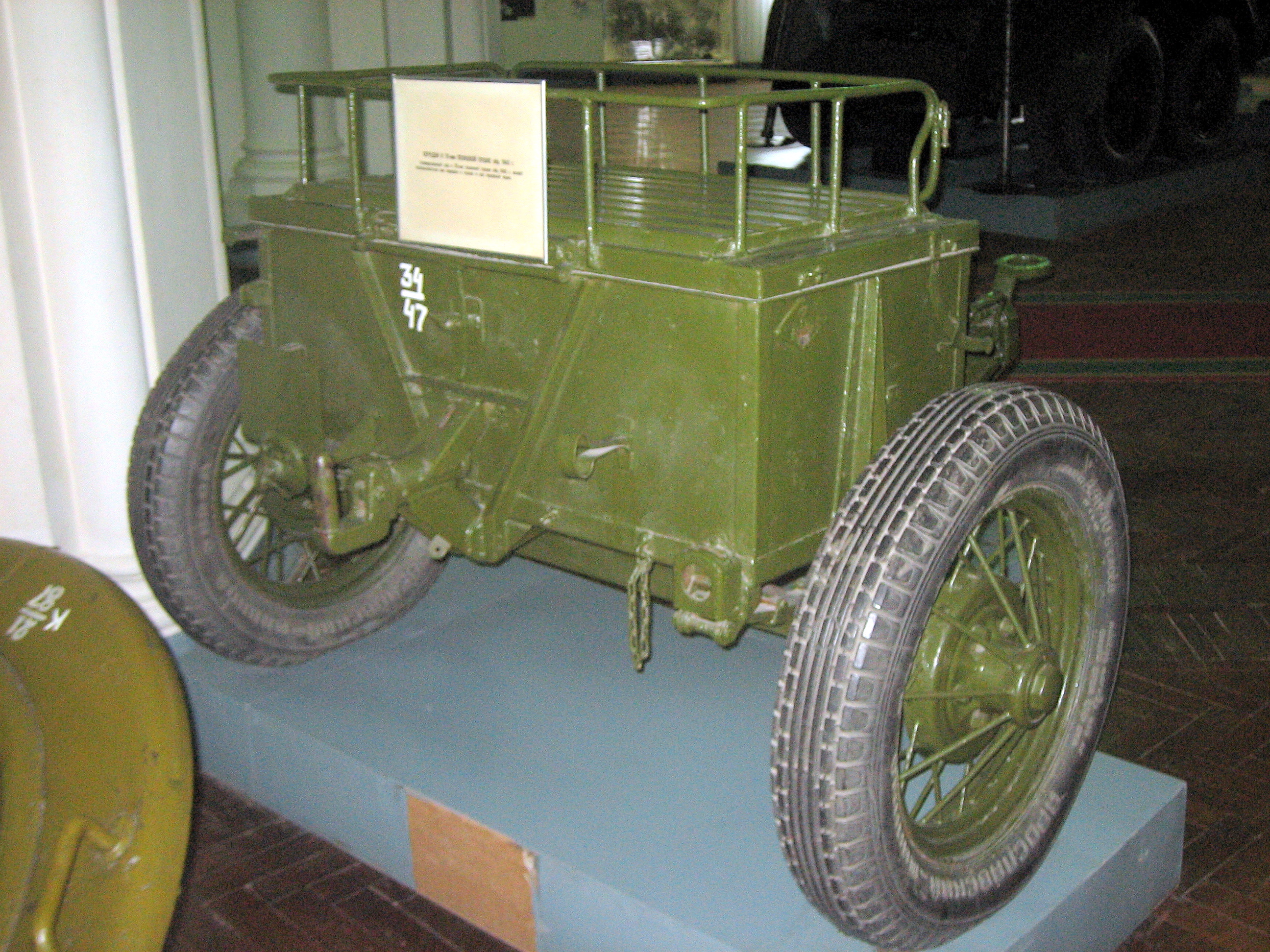
Передок 76-мм полкової гармати, 1943 рік. Видно шворінь для хобота гармати
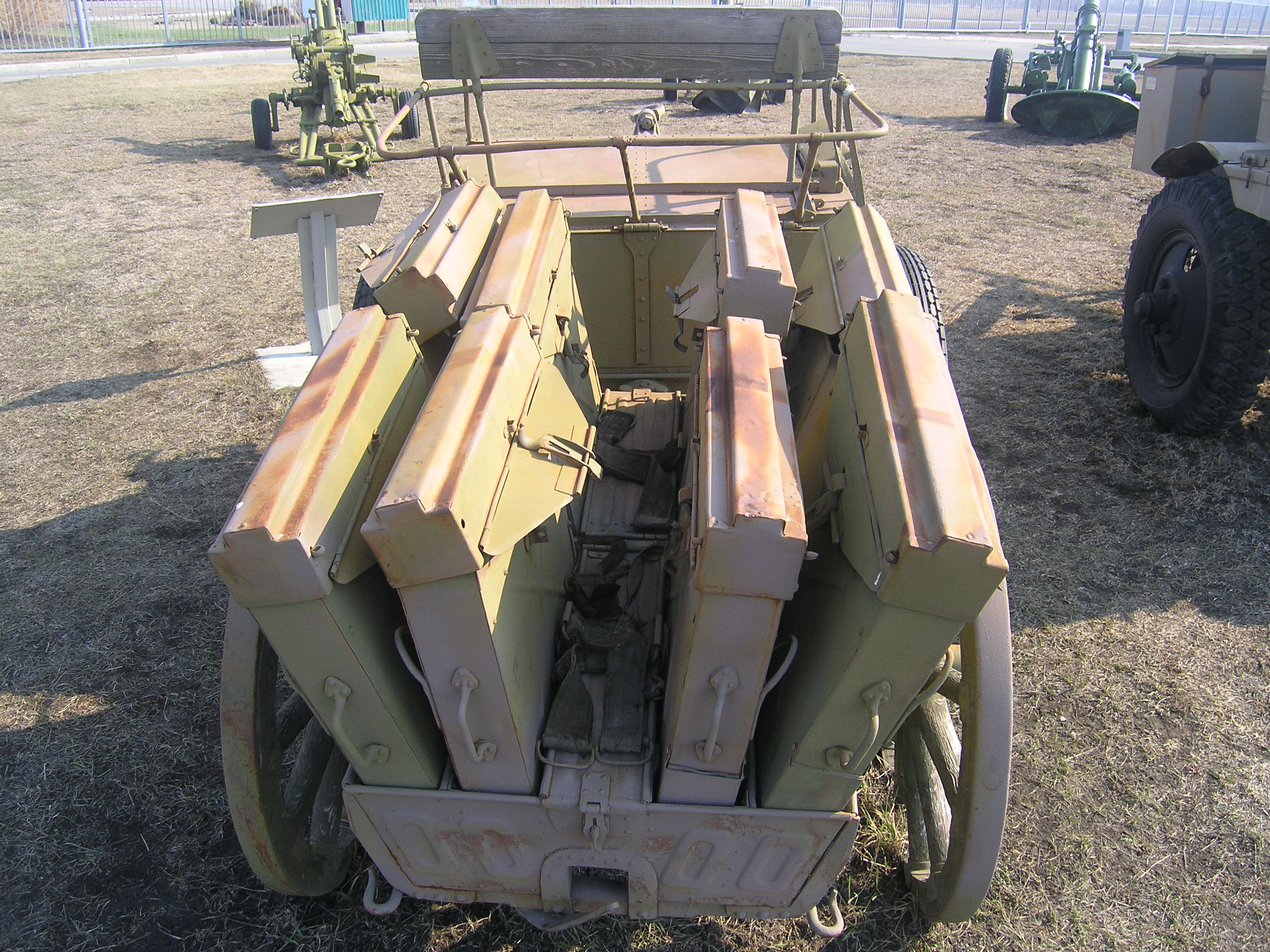
Передок гірської 76,2 мм гармати, 1909 рік
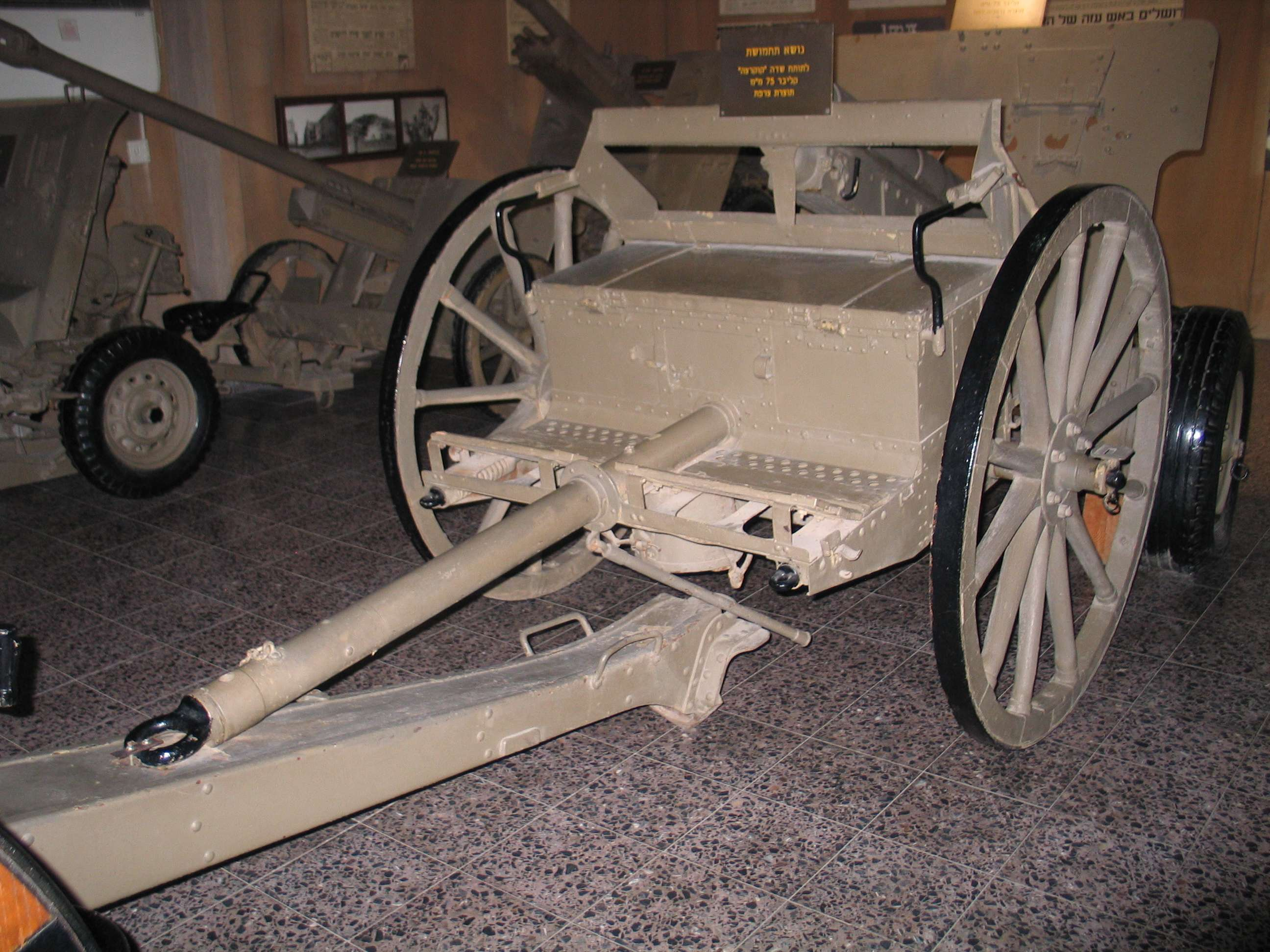
Передок 75-мм гармати
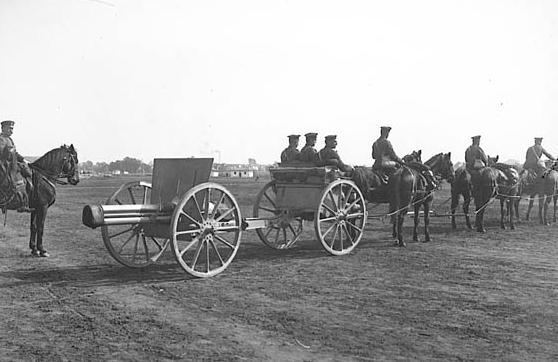
Перевезення 75-мм гармати на передку
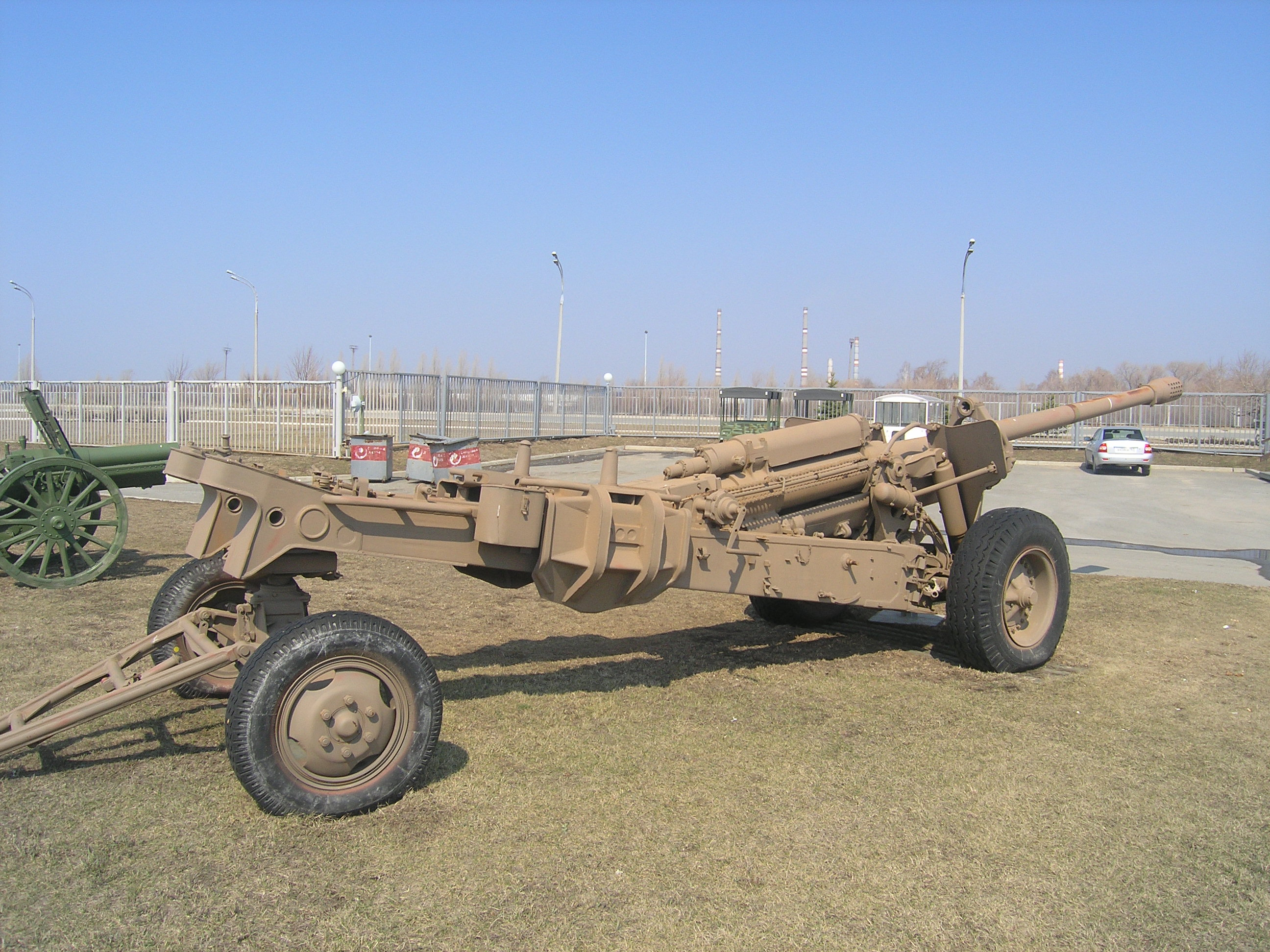
130-мм гармата на передку
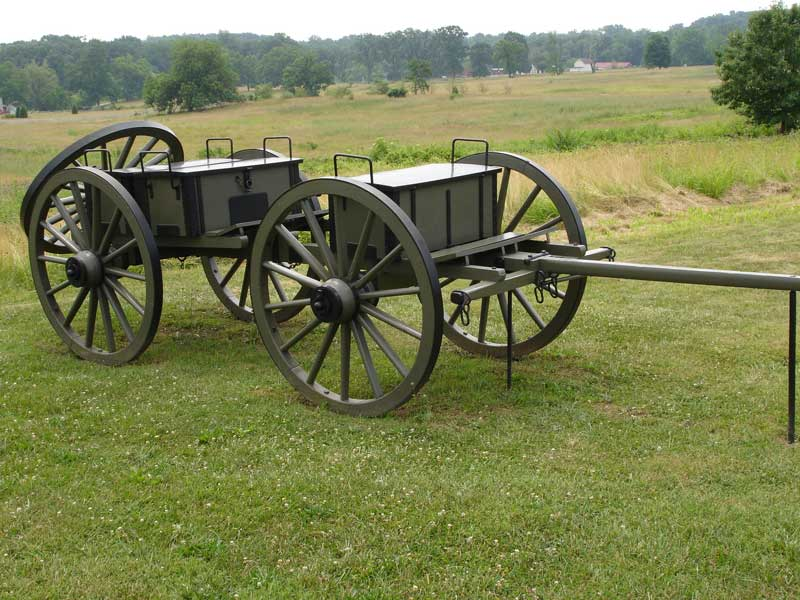
Передок і візок з малими зарядними ящиками
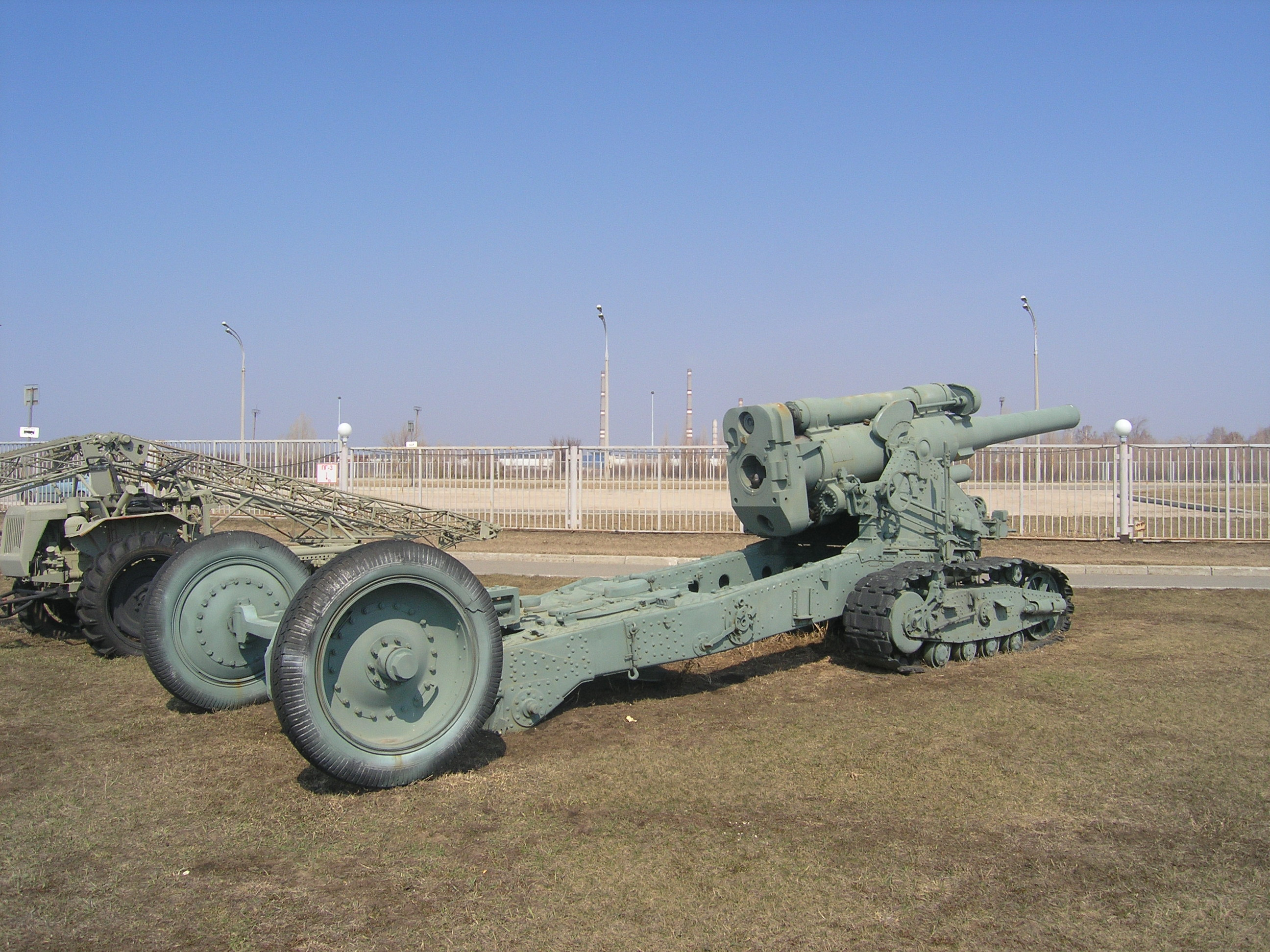
Передок гаубиці Б-4
- Транспортування гармати на передку в Британській армії
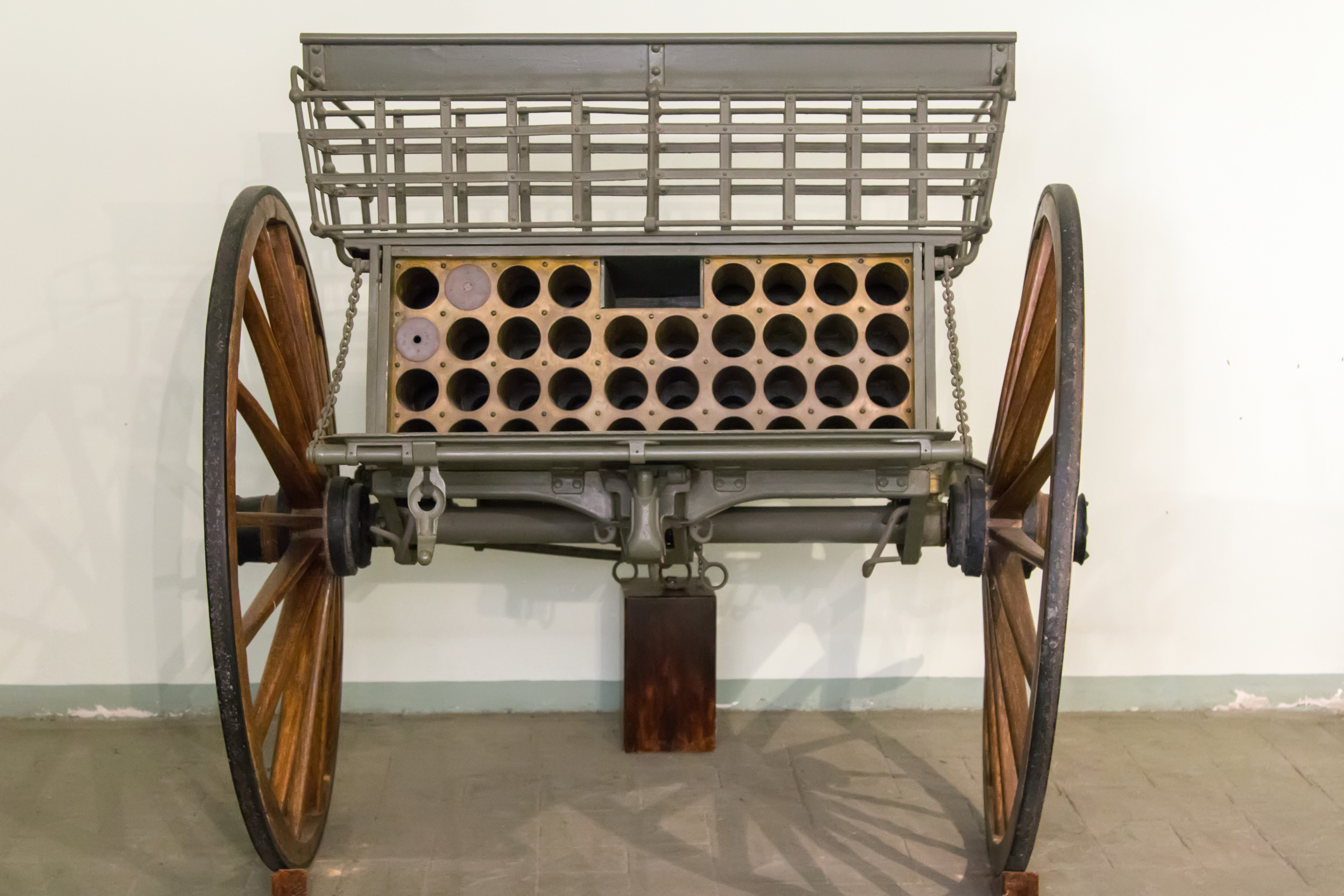
Гнізда для зарядів у зарядному ящику